# 10484 Hecht
10484 Hecht este un asteroid din centura principală de asteroizi.

## Descriere
10484 Hecht este un asteroid din centura principală de asteroizi. A fost descoperit pe 28 noiembrie 1983 la Stația Anderson Mesa de Edward L. G. Bowell. Asteroidul prezintă o orbită caracterizată de o semiaxă mare de 2,32 ua, o excentricitate de 0,08 și o înclinație de 5,7° în raport cu ecliptica.